# ケネス・M・クイン
ケネス・M・クイン （英語：Kenneth M. Quinn1942年5月26日-)は、米国の元外交官。米国国務省職員、駐カンボジア米国大使、世界食糧賞財団の総裁などを歴任した経験を持つ。カンボジアのクメール・ルージュ支配地域で行われていた虐殺政策を、世界で初めて報告した人物として知られている。

## 概要

### 前半生
1942年にニューヨークで生まれたクインは大学院の学位を取得後、米国国務省の外交部にて勤務した。ベトナム語の能力を有していたクインは、1968年より東南アジア諸国担当者としてベトナムに派遣されていた。

### クメール・ルージュの実態を世界で初めて報告
1973年、ベトナム・カンボジア国境付近に滞在し、現地情勢に関する情報収集を行っていたクインは、クメール・ルージュ支配地域における苛烈な支配についての情報を入手し、1974年にはクメール・ルージュについての40ページにわたる報告書を作成し、本国国務省に報告した。この報告書は、クメール・ルージュ政権のイデオロギーや政策を、「ナチス・ドイツやスターリン体制による政策と類似したもの」であると指摘したもので、ポル・ポトおよびクメール・ルージュの虐殺政策を世界で初めて報告した文書であるとされる。

　1974年当時、この文書は米国国務省においては重要視されなかった。クインは後年、当時の状況について、次のように述べている。
「私はカンボジアの残虐な共産主義者たちについて、彼らの苛烈な支配の最初期において40ページの報告書を書き、米国政府に提出した。しかし、その報告を誰一人として信じてくれなかった。かくして、クメール・ルージュは私の予測通りに行動し、人口700万人の国全体に彼らの支配を課した。そして4年後にはそのうちの約200万人が生命を奪われることになった。」

### アイオワ州職員として
カンボジア・ベトナム戦争によってクメール・ルージュ政権が打倒された1979年、クインはアイオワ州にて職員として勤務していた。当時のアイオワ州知事ロバート・レイは東南アジア難民の支援キャンペーンを積極的に行っており、クインはレイの支持の下でタイにあるカンボジア難民キャンプに食料・医薬品・医師・看護師等を輸送する「アイオワ・シェアーズ・キャンペーン」の実施に関与した。

### 駐カンボジア米国大使として
1996年、クインは駐カンボジア米国大使として、農村部での交通インフラ整備、および新しい農業技術の導入を積極的に支援した。クインが支援した農村部の整備計画は、1990年代初頭時点で25000人ほど存在し、農村部を中心に支配を継続していたクメール・ルージュ残党の撲滅につながった。クインは1999年に駐カンボジア大使を辞任し、以降は世界食糧省財団の運営などに関わっている。